# 전주효천초등학교
전주효천초등학교는 대한민국 전북특별자치도 전주시 완산구 효자동2가에 있는 공립 초등학교이다. 교명의 유래이자 학교가 위치한 효천지구는 효자동, 삼천동에서 한 글자씩 취한 것이다.

## 연혁
- 2020년 3월 1일 전주효천초등학교 개교(34학급 편성, 특수 1학급 편성)
- 2020년 3월 1일 전주효천초등학교 병설유치원 개원(6학급 편성, 특수 1학급 편성)
- 2020년 3월 1일 초대 신병기 교장 부임
- 2020년 3월 2일 전주효천초등학교 입학 및 전입
- 2020년 3월 2일 전주효천초등학교 병설유치원 입학
- 2020년 9월 21일 전주효천초등학교 학급 증설(37학급 편성, 특수 1학급 편성)

## 상징
- 교화 - 금낭화 : 세상을 향해 따뜻한 손을 내밀며 우리를 아름답게 가꾸는 마음
- 교목 - 소나무 : 언제나 변함없이 한결같은 마음으로 꿈을 키워 좋은 일에 앞장서는 기개

## 참고 자료
- 전주효천초등학교 - 한국교육학술정보원 학교알리미